# Lijst van voetbalinterlands Oman - Qatar
Deze lijst van voetbalinterlands is een overzicht van alle officiële voetbalwedstrijden tussen de nationale teams van Oman en Qatar. De landen speelden tot op heden 35 keer tegen elkaar. De eerste ontmoeting, een wedstrijd tijdens de Golf Cup of Nations 1974, vond plaats in Koeweit op 22 maart 1974. Het laatste duel, een groepswedstrijd tijdens de Golf Cup of Nations 2024, werd gespeeld op 24 december 2024 in Koeweit.

## Wedstrijden
| №  | Plaats    | Datum             | Competitie                           | Wedstrijd    | Uitslag |
| -- | --------- | ----------------- | ------------------------------------ | ------------ | ------- |
| 1  | Koeweit   | 22 maart 1974     | Golf Cup of Nations 1974             | Qatar – Oman | 4 – 0   |
| 2  | Doha      | 7 april 1976      | Golf Cup of Nations 1976             | Qatar – Oman | 4 – 1   |
| 3  | Bagdad    | 31 maart 1979     | Golf Cup of Nations 1979             | Qatar – Oman | 1 – 0   |
| 4  | Abu Dhabi | 22 maart 1982     | Golf Cup of Nations 1982             | Qatar − Oman | 3 − 0   |
| 5  | Muscat    | 18 maart 1984     | Golf Cup of Nations 1984             | Qatar − Oman | 2 − 0   |
| 6  | Riffa     | 23 maart 1986     | Golf Cup of Nations 1986             | Qatar − Oman | 2 − 1   |
| 7  | Riyad     | 10 maart 1988     | Golf Cup of Nations 1988             | Oman − Qatar | 2 − 1   |
| 8  | Muscat    | 13 januari 1989   | WK 1990 kwalificatie                 | Oman − Qatar | 0 − 0   |
| 9  | Doha      | 3 februari 1989   | WK 1990 kwalificatie                 | Qatar − Oman | 3 − 0   |
| 10 | Koeweit   | 4 maart 1990      | Golf Cup of Nations 1990             | Oman − Qatar | 2 − 4   |
| 11 | Doha      | 10 augustus 1992  | Aziatisch kampioenschap voetbal 1992 | Oman − Qatar | 0 − 4   |
| 12 | Doha      | 27 november 1992  | Golf Cup of Nations 1992             | Qatar − Oman | 2 − 0   |
| 13 | Doha      | 15 september 1994 | Vriendschappelijk                    | Oman − Qatar | 2 − 0   |
| 14 | Doha      | 23 september 1994 | Vriendschappelijk                    | Qatar − Oman | 1 − 2   |
| 15 | Abu Dhabi | 9 november 1994   | Golf Cup of Nations 1994             | Qatar − Oman | 4 − 2   |
| 16 | Muscat    | 21 oktober 1996   | Golf Cup of Nations 1996             | Oman − Qatar | 0 − 3   |
| 17 | Riffa     | 31 oktober 1998   | Golf Cup of Nations 1998             | Oman − Qatar | 2 − 1   |
| 18 | Doha      | 16 augustus 2001  | WK 2002 kwalificatie                 | Qatar − Oman | 0 − 0   |
| 19 | Muscat    | 21 september 2001 | WK 2002 kwalificatie                 | Oman − Qatar | 0 − 3   |
| 20 | Riyad     | 23 januari 2002   | Golf Cup of Nations 2002             | Oman − Qatar | 1 − 2   |
| 21 | Koeweit   | 11 januari 2004   | Golf Cup of Nations 2003             | Oman − Qatar | 2 − 0   |
| 22 | Doha      | 16 december 2004  | Golf Cup of Nations 2004             | Qatar − Oman | 2 − 1   |
| 23 | Doha      | 24 december 2004  | Golf Cup of Nations 2004             | Oman − Qatar | 1 − 1   |
| 24 | Doha      | 13 januari 2007   | Vriendschappelijk                    | Qatar − Oman | 1 − 1   |
| 25 | Doha      | 17 september 2007 | Vriendschappelijk                    | Qatar − Oman | 1 − 1   |
| 26 | Muscat    | 14 januari 2009   | Golf Cup of Nations 2009             | Oman − Qatar | 1 − 0   |
| 27 | Doha      | 9 september 2009  | Vriendschappelijk                    | Qatar − Oman | 1 − 1   |
| 28 | Doha      | 7 september 2010  | Vriendschappelijk                    | Qatar − Oman | 1 − 1   |
| 29 | Doha      | 4 november 2011   | Vriendschappelijk                    | Qatar − Oman | 0 − 0   |
| 30 | Riffa     | 8 januari 2013    | Golf Cup of Nations 2013             | Qatar − Oman | 2 − 1   |
| 31 | Riyad     | 23 november 2014  | Golf Cup of Nations 2014             | Oman − Qatar | 1 − 3   |
| 32 | Doha      | 15 oktober 2019   | WK 2022 kwalificatie                 | Qatar − Oman | 2 − 1   |
| 33 | Doha      | 7 juni 2021       | WK 2022 kwalificatie                 | Oman − Qatar | 1 − 0   |
| 34 | Ar Rayyan | 3 december 2021   | FIFA Arab Cup 2021                   | Oman − Qatar | 1 − 2   |
| 35 | Koeweit   | 24 december 2024  | Golf Cup of Nations 2024             | Oman − Qatar | 2 − 1   |
| 36 | Doha      | 8 oktober 2025    | WK 2026 kwalificatie                 | Oman − Qatar |         |

## Samenvatting
| Competitie          | Totaal gespeeld | Winst Oman | Gelijk | Winst Qatar | Doelsaldo Oman – Qatar |
| ------------------- | --------------- | ---------- | ------ | ----------- | ---------------------- |
| WK-kwalificatie     | 6               | 0          | 2      | 4           | 1 − 9                  |
| Azië Cup            | 1               | 0          | 0      | 1           | 0 − 4                  |
| FIFA Arab Cup       | 1               | 0          | 0      | 1           | 1 − 2                  |
| Golf Cup of Nations | 20              | 5          | 1      | 14          | 16 − 42                |
| Vriendschappelijk   | 7               | 2          | 5      | 0           | 8 − 5                  |
| Totaal              | 35              | 7          | 8      | 20          | 30 − 62                |

OFA · A-internationals · Bondscoaches · Statistieken · Olympisch elftal · Oman U21 · Oman U20 · Oman U19 · Oman U18 · Oman U17
1970 – 1979 · 
1980 – 1989 · 
1990 – 1999 · 
2000 – 2009 · 
2010 – 2019 ·
2020 − 2029
1974 · 
1975 · 
1976 · 
1977 · 
1978 · 
1979 · 
1980 · 
1981 · 
1982 · 
1983 · 
1984 · 
1985 · 
1986 · 
1987 · 
1988 · 
1989 · 
1990 · 
1991 · 
1992 · 
1993 · 
1994 · 
1995 · 
1996 · 
1997 · 
1998 · 
1999 · 
2000 · 
2001 · 
2002 · 
2003 · 
2004 · 
2005 · 
2006 · 
2007 · 
2008 · 
2009 · 
2010 · 
2011 · 
2012 · 
2013 · 
2014 ·
2015 ·
2016 ·
2017 ·
2018 ·
2019 ·
2020 ·
2021 ·
2022 ·
2023
Afghanistan ·
Algerije ·
Australië ·
Azerbeidzjan ·
Bahrein ·
Bangladesh ·
Benin ·
Bhutan ·
Bosnië en Herzegovina ·
Brazilië ·
Bulgarije ·
Burkina Faso ·
Chili ·
China ·
Congo-Kinshasa ·
Costa Rica ·
Duitsland ·
Ecuador ·
Egypte ·
Estland ·
Filipijnen ·
Finland ·
Gabon ·
Guam ·
Haïti ·
Hongkong ·
Ierland ·
India ·
Indonesië ·
Irak ·
Iran ·
Japan ·
Jemen ·
Jordanië ·
Kazachstan ·
Kenia ·
Kirgizië ·
Koeweit ·
Kosovo ·
Laos ·
Letland ·
Libanon ·
Liberia ·
Libië ·
Macau ·
Malediven ·
Maleisië ·
Mali ·
Marokko ·
Mauritanië ·
Mozambique ·
Myanmar ·
Nepal ·
Nieuw-Zeeland ·
Noord-Korea ·
Noord-Macedonië ·
Noorwegen ·
Oezbekistan ·
Pakistan ·
Palestina ·
Paraguay ·
Qatar ·
Saoedi-Arabië ·
Senegal ·
Singapore ·
Slovenië ·
Soedan ·
Somalië ·
Sri Lanka ·
Syrië ·
Tadzjikistan ·
Taiwan ·
Thailand ·
Togo ·
Tunesië ·
Turkmenistan ·
Uruguay ·
Verenigde Arabische Emiraten ·
Verenigde Staten ·
Vietnam ·
Wit-Rusland ·
Zambia ·
Zimbabwe ·
Zuid-Korea ·
Zweden ·
Zwitserland
QFA · A-internationals · Bondscoaches · Statistieken · Qatarees vrouwenelftal · Qatar U21 · Qatar U20 · Qatar U19 · Qatar U18 · Qatar U17
1970 – 1979 ·
1980 – 1989 ·
1990 – 1999 ·
2000 – 2009 ·
2010 – 2019 ·
2020 − 2029
OS 1984 · 
OS 1992
1970 · 
1971 · 
1972 · 
1973 · 
1974 · 
1975 · 
1976 · 
1977 · 
1978 · 
1979 · 
1980 · 
1981 · 
1982 · 
1983 · 
1984 · 
1985 · 
1986 · 
1987 · 
1988 · 
1989 · 
1990 · 
1991 · 
1992 · 
1993 · 
1994 · 
1995 · 
1996 · 
1997 · 
1998 · 
1999 · 
2000 · 
2001 · 
2002 · 
2003 · 
2004 · 
2005 · 
2006 · 
2007 · 
2008 · 
2009 · 
2010 · 
2011 · 
2012 · 
2013 · 
2014 ·
2015 ·
2016 ·
2017 ·
2018 ·
2019 ·
2020 ·
2021 ·
2022 ·
2023 ·
2024
Afghanistan ·
Albanië ·
Algerije ·
Andorra ·
Argentinië ·
Australië ·
Azerbeidzjan ·
Bahrein ·
Bangladesh ·
België ·
Bhutan ·
Bosnië en Herzegovina ·
Brazilië .
Bulgarije ·
Burkina Faso ·
Cambodja ·
Canada ·
Chili ·
China ·
Colombia ·
Congo-Kinshasa ·
Costa Rica ·
Curaçao ·
Ecuador ·
Egypte ·
El Salvador ·
Estland ·
Filipijnen ·
Finland ·
Georgië ·
Ghana ·
Grenada ·
Griekenland ·
Guatemala ·
Haïti ·
Honduras ·
Hongarije ·
Hongkong ·
Ierland ·
IJsland ·
India ·
Indonesië ·
Irak ·
Iran ·
Ivoorkust ·
Jamaica ·
Japan ·
Jemen ·
Jordanië ·
Kazachstan ·
Kenia ·
Kirgizië ·
Koeweit ·
Kroatië ·
Laos ·
Letland ·
Libanon ·
Libië ·
Liechtenstein ·
Luxemburg ·
Malediven ·
Maleisië ·
Mali ·
Malta ·
Marokko ·
Mauritius ·
Mexico ·
Moldavië ·
Myanmar ·
Nederland ·
Nieuw-Zeeland ·
Noord-Ierland ·
Noord-Korea ·
Noord-Macedonië ·
Noorwegen ·
Oezbekistan ·
Oman ·
Pakistan ·
Palestina ·
Panama ·
Paraguay ·
Peru ·
Portugal ·
Rusland ·
Saoedi-Arabië ·
Schotland ·
Senegal ·
Servië ·
Singapore ·
Slovenië ·
Soedan ·
Sri Lanka ·
Syrië ·
Tadzjikistan ·
Thailand ·
Tsjechië ·
Tunesië ·
Turkije · 
Turkmenistan ·
Verenigde Arabische Emiraten ·
Verenigde Staten ·
Vietnam ·
Wales ·
Zimbabwe ·
Zuid-Korea ·
Zweden ·
Zwitserland
Ecuador (2022) ·
Nederland (2022)